# Cyclophora argusaria
Cyclophora argusaria är en fjärilsart som beskrevs av Jean Baptiste Boisduval 1840. Cyclophora argusaria ingår i släktet Cyclophora och familjen mätare. Inga underarter finns listade i Catalogue of Life.